# Lecidea atomaria
Lecidea atomaria är en lavart som beskrevs av Th. Fr. Lecidea atomaria ingår i släktet Lecidea och familjen Lecideaceae.  Arten är reproducerande i Sverige. Inga underarter finns listade i Catalogue of Life.